# 중화민국 해군육전대
중화민국 해군육전대(중국어 정체자: 中華民國海軍陸戰隊;, 병음: Zhōnghuá Mínguó Hǎijūnlùzhàndùi, 영어: Republic of China Marine Corps (ROCMC))는 중화민국 해군의 육전대이다.

## 개요
대륙 시기의 국민정부부터 있었고 국부천대이후 본토수복을 목표로 하고 있다. 이로안해 1970년대에는 1개 사단, 2개 여단급 규모로 컸다.
그러나, 현재는 10,000명수준으로 대한민국 해병대, 미국 해병대, 러시아 해군 보병에 비하면 굉장히 작다

## 역사

### 기원
1909년 청나라 정부가 서양해군에 대해 연구하기 위해 해군대신 자이순을 유학보냈다.
1912년, 북양정부 해군부는 해군경위대를 창설하였다.

### 해군육전대의 설립
1914년 12월, 북양정부 해군부는 해군부장 Liu Guanxiong의 주장에 따라 해군경위대를 해군육전대로 재편성하였다.

### 제2차 국공 내전
1948년, 해군경위연대가 해군육전대로 넘겨지고 제1,2,3연대로 개편되었다.
1949년, 쓰촨성 청두를 마지막으로 대만으로 대규모 퇴각하였다.
하이난섬에 주둔하고 있던 육전대 제2여단을 포함한 중화민국 국군은 1950년 4월 16일에 중국 인민해방군의 상륙으로 시작된 전투에서 살아남은 병력은 대만으로 퇴각하였다.

### 국부천대 이후
1955년 1월, 해군육전대 제2여단과 육군 제45사단을 병합하여 육전 제1사단을 편성하였다.
1966년 9월, 육전대 제1여단과 육군 제81사단을 병합하여 육전 제2사단을 편성하였다.
1967년, 등륙전차지휘부를 설립하였다.
1969년 3월 등록전차지휘부는 연대로 감편되었다.
1979년 3월, 해군육전대 신병훈련소 및 3군연합훈련기지지휘부를 병합하여 육전 제77사단을 편성하였다.
1984년 7월, 육전 제77사단이 해체되고, 신병훈련소와 3군연합훈련기지지휘부로 되돌려졌다. 사단 편제는 전시 편제로 지정되었다.
1997년 7월 이후, 精實案, 정실안에 따라 전략을 중국 대륙 공격에서 대만 방어로 바꿈에 맞춰 모든 사단을 여단으로 축소하였다. 육전여단, 수비여단, 기지경위여단, 우추 지휘부, 훈병훈련지휘부
2004년 4월, 신병훈련지휘부가 후비사령부로, 보수대대 산하 탄약중대가 연합후근사령부로 전속하였다.
2005년 1월, 해군 3군연합작전훈련기지지휘부가 육전대 지휘부로, 해군수중폭파대대가 중대가 감편되고 양서정수대대로, 해군해안경비중대(중국어 정체자: 灘岸勤中隊, 한자음: 탄안근중대), 장비중대가 공안대대로 전속하였다. 4월 1일 육전여단과 수비여단이 육전 제66여단, 99여단으로, 7월 1일에, 기지경위여단이 육전 제77여단으로, 공안대대가 탄안근무대대로, 통신전자대대는 통자전대대로 개명되었다.
2006년 3월, 해군육전대 사령부가 지휘부로 지위가 한단계 낮아졌다.
2011년 1월 1일, 육전군악대(陸戰軍樂隊)가 해산하였다.
2013년 11월 2일, 육전 제77여단이 방공경위군으로 개편되었다.

## 조직 구조

### 지휘부
해군육전대지휘부(海軍陸戰隊指揮部)
- 지휘관: 중장 1명
- 부지휘관: 소장 1명
- 참모장: 소장 1명
- 부참모장: 상교 2명
- 정치작전 주임: 소장 1명
- 정치작전 부주임: 상교 1명
- 지휘부사관 독도장(督導長): 1등사관장 1명

### 부대

#### 예하부대
- 3군연합작전훈련기지 - 타이완성 핑둥현 처청향
- 육전 66여단 "선봉부대" - 타이완성 타오위안시 구이산구
- 육전 99여단 "철군부대" - 타이완성 가오슝시 린위안구
- 방공경위군 "철위부대" - 타이완성 가오슝시 쭤잉구
- 우추 수비대대 - 푸젠성 진먼현 우추향

#### 직할부대
- 大部連 본부대대
  - 隊部連 본부중대
  - 警衛連 경위중대
  - 儀隊連 의장중대
  - 射訓隊 사격훈련대
  - 軍樂隊 군락대
  - 輜汽連 군수련
  - 衛生連 위생련
- 양서정수대대
- 登陸戰車大隊 등륙전차대대[*]
  - 支援第一中隊 제1지원중대
  - 運輸車第一中隊 제1운송차중대
  - 運輸車第二中隊 제2운송차중대
  - 運輸車第三中隊 제3운송차중대
  - 砲車第一中隊 제1포차중대
- 戰鬥支援大隊 전투지원대대[*]
  - 通資中隊 통자중대
  - 通電中隊 통전중대
  - 灘勤中隊 탄근중대 (물가)
  - 岸勤中隊 근안중대 (언덕)
  - 衛勤中隊 위근중대
  - 補保中隊 보수중대
  - 運輸中隊 운송중대
  - 支援中隊 지원중대
- 해군육전대 학교
- 해군육전대 신병훈련소, 해군 교육훈련 및 준칙발전지휘부에서 관제함.

## 같이 보기
- 중국 인민해방군 해군육전대
- 일본 제국 해군육전대